# 鳴海こま
鳴海 こま（なるみ こま、3月9日 - ）は、日本の女性アイドル。女性アイドルグループ・MIGMA SHELTER、グーグールル、TENRINの元メンバー。2025年3月より、涼々音 こま（すずね こま）の名義でLily Scaleのメンバーとして活動。石川県出身（後述）。

## 略歴
2017年1月10日、LOFT9 Shibuyaで行われた「BELLRING少女ハート・新メンバー & AqbiRec新ユニットメンバー最終オーディション!（仮）」に参加し合格。同年2月25日、AqbiRec新ユニット（MIGMA SHELTER）のメンバー・コマチとしてお披露目。4月16日ライブデビュー。
2018年6月30日、MIGMA SHELTER活動休止となる7月8日の「やるっきゃ内閣〜真夏のsecretkiss〜」（clubasia）をもって卒業、グーグールルへの移籍を発表。なお、コマチ自身はMIGMA SHELTERでの活動継続を望んでいたが、AqbiRec代表・田中紘治は「日頃の発言を制御できる先輩が必要」と判断しグーグールルに移籍させたと語っている。
2018年8月19日、グーグールル加入後初ライブとなる「PERFECT MUSIC presents PERFECTION vol.2」（新宿BLAZE）において、「藤宮 コマチ」（ふじみや コマチ）への改名を発表。
2019年、ミスiD2020に応募、「TOKYOブラックホール賞」を受賞。
2020年2月4日、4月をもってグーグールルを脱退することを発表。また、田中より脱退に伴いAqbiRecを離れることも発表された。
当初、2020年4月17日に卒業ライブを開催する予定だったが、新型コロナウイルス感染症の影響により予定を変更、4月26日のYouTubeライブでの配信をもってグーグールルを卒業。別に卒業公演を6月を目処に開催するとしていたが、7月24日に「藤宮コマチ卒業・ぐるぐる★プロムナイト！」が無観客公演で開催された。
2020年9月28日、「駒」（こま）名義でTwitterを再開。10月9日にはミスiDデジタル写真集『BEYOND』を発売。同年12月20日にはグーグールル・柳沢あやの卒業公演2部にスペシャルメンバー・藤宮コマチとして一部楽曲に参加。2024年4月14日、「あーやん＆グーグールルBIRTHDAY PAR↑↑TY↑↑」（大塚Heart Next）にてグーグールルおよびぐーるるバンドとして出演した。
2022年2月19日、「鳴海こま」に改名、TENRINに新メンバーとして加入したことを発表、同年3月11日お披露目。
2024年6月18日、TENRINを卒業。
2025年3月6日、「涼々音こま」に改名、Lily Scaleのメンバーとして4月19日にデビューすることを発表。

## 人物・エピソード
出生地は公表していないが、父親が転勤族のため、島根県、山梨県、北海道、石川県に居住した経験がある。そのうち上京する直前の7年間を過ごした石川県を出身地としている。なお、2019年時点では静岡県、2022年時点では山口県が「実家」である。
ミスiDセミファイナル発表の際、上智大学に在籍していること、また大学を休学中であることを明らかにした。その後、復学し2021年3月に卒業している。ちなみに、2023年11月、HEROINESメンバーが選ぶ「1番頭良さそうな人ランキング」では得票率25%で1位となった。
TENRINの現リーダー・のもあちゃちゃは、2022年9月に前リーダーの紫苑おとが卒業する際、「ももちゃん（天鬼桃歌）かこまちゃんがリーダーかなと言われていた」と自身のInstagramで加入半年の鳴海が次期リーダー候補であったと記している。

## 楽曲

### 楽曲参加
- FEATURES「不要不急 feat.KOMA」（EP『不要不急』収録、2021年4月1日）

## 書籍
- 「別冊IDOL FILE BIKINI 2018」（2018年6月29日、シンコーミュージック・エンタテイメント）
- 「IDOL FILE vol.17 90's FASHION」（2019年11月1日、シンコーミュージック・エンタテイメント）

### 電子書籍
- ミスiDデジタル写真集「BEYOND」（2020年10月9日）

## Web連載
- 藤宮コマチのサ道入門（2020年2月2日 - 2020年4月17日、musicite）

## ライブ・イベント
- 駒×IF I FEEL×飛鳥井里奈 写真展 駒 トーク&チェキ会（2020年11月21日、IF I FEEL）
- くぴぽ×吉田豪のちゃんと肯定しろ!!!!!（2021年3月6日、下北沢Flowers Loft）
- ミコト生誕2021『白昼夢』（2021年8月14日、SHIBUYA CYCLONE）
- ミソラドエジソン下園れいか生誕祭-2部特別編-「Sweet Princess GirlNight」（2024年9月21日、赤羽ReNYα）